# Автогодівниця

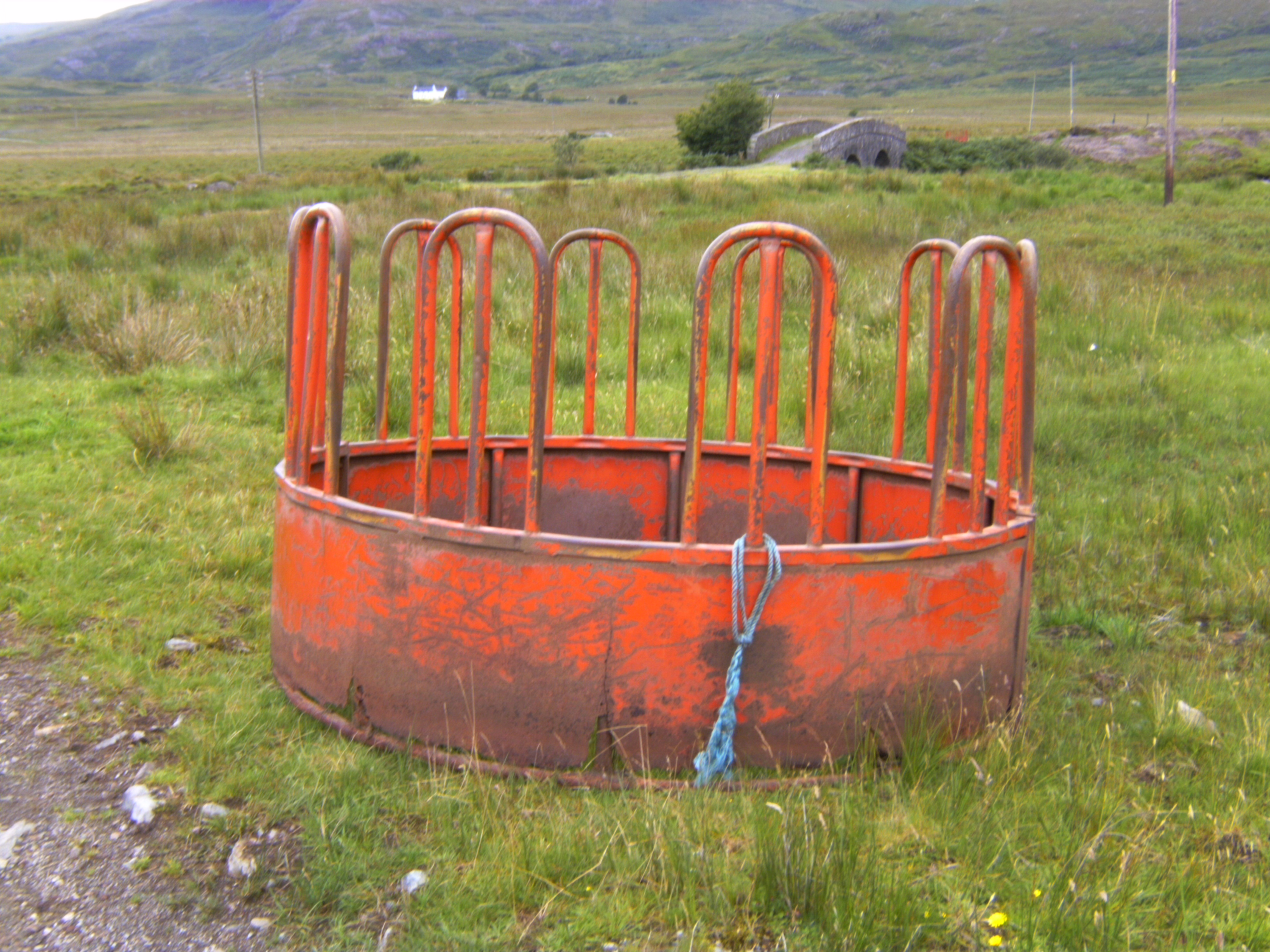

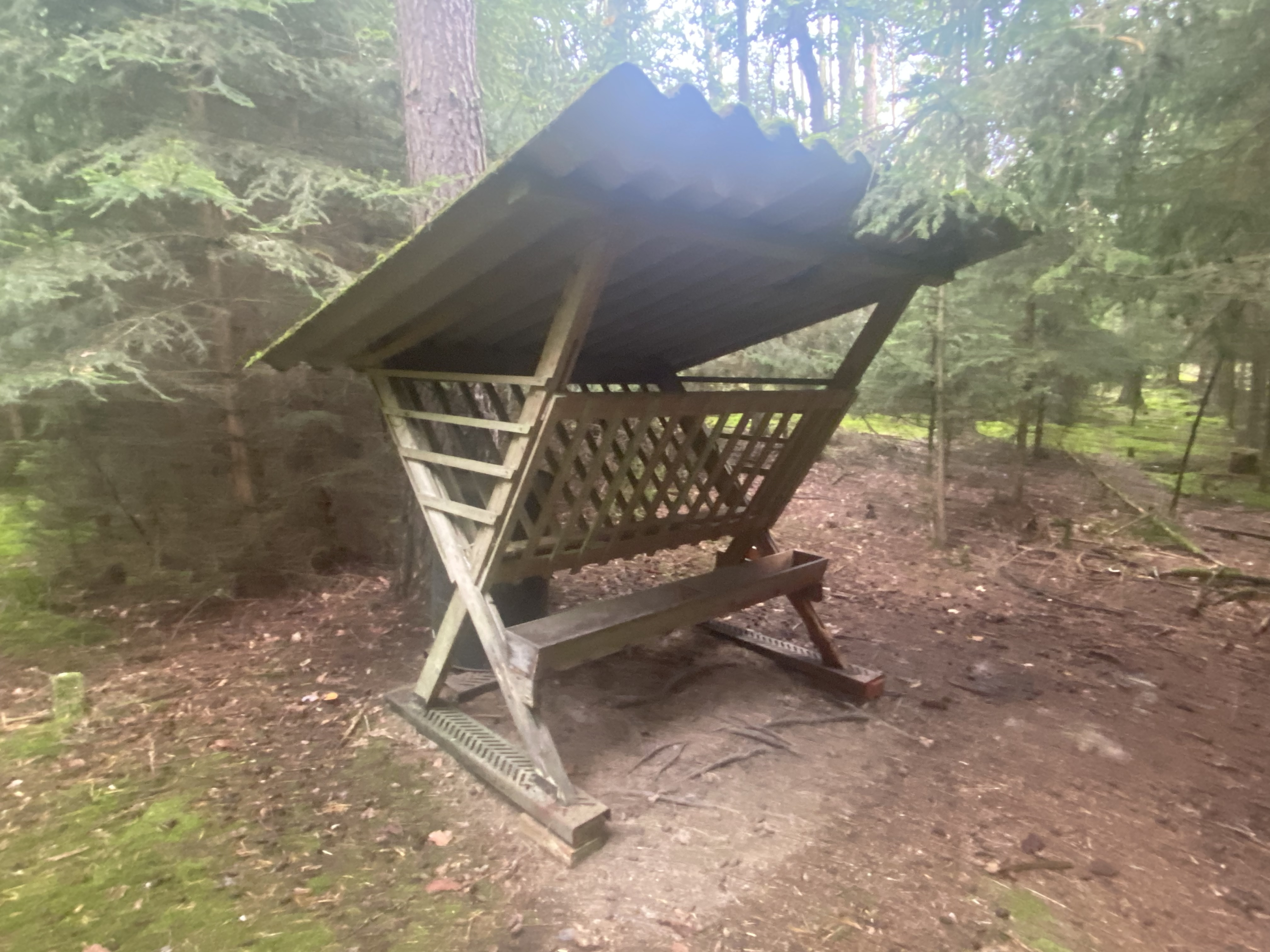

Автогодівни́ця — пристрій для годівлі сільськогосподарських тварин. Складається з бункера для корму і жолобів, у які корм автоматично надходить в міру поїдання його тваринами. Використовуються головним чином для згодовування свиням, птиці і великій рогатій худобі (на пасовищі) концентрованих кормів.
Відомі також автогодівнииці для грубих кормів, наприклад для сіна, яке тварини дістають через ґратки в нижній частині спеціального бункера. Для згодовування свиням кукурудзи будують будки-самогодівниці, в які засипають зерно один раз на 6—10 днів.
Застосування автогодівниць — важлива умова зниження на тваринницьких фермах затрат праці і підвищення її продуктивності.